# SpaceX第九次星艦軌道試飛任務
第九次星艦軌道試飛任務（IFT-9）是SpaceX的第九次星艦全系統聯合發射測試飛行。於2025年5月27日23:37UTC發射，由第二代星艦S35和第一代助推器B14-2執行此次測試飛行。此次是第二代星艦的第三次飛行，也是首次重複使用超重型助推器。
助推器B14-2返回時測試多項實驗，包括透過星艦發動機啟動時的推力差異改變方向、大攻角飛行氣動減速、故意關閉一具中心發動機由中圈備用發動機進行著陸點火。
星艦S35原計畫部屬8枚星鏈模擬酬載，並於太空中點燃猛禽發動機測試未來離軌點火的能力。以及測試多種隔熱瓦，如主動冷卻金屬隔熱瓦、特殊外型隔熱瓦等，並且安裝了結構性的星艦回收配件、拆除了側面的隔熱瓦，測試再入時的熱防護性能。但因姿態失控而取消。

## 發射載具BS1435

#### B14-2
1月18日，在完成IFT-7的飛行後，B14-2被運回Mega Bay 1進行檢修。據NASASpaceflight推測，B14可能會在此次再次飛行，此前它曾執行過IFT-7。如果確定使用，則B14可能會在發射前進行靜態點火測試。4月1日，B14被再次運往發射場。3日，B14-2再次進行全發動機靜態點火測試。8日，B14-2被運回Mega Bay 1進行檢修。5月12日，B14-2被運往發射場並被置於發射台(OLM-A)上。

#### S35
S35的載荷艙在與鼻錐組裝前被運入High Bay。隨後，整個組件被運入Mage Bay 2。S35於1月31日完成組裝。3月10日，S35被運送至Massey測試場。11日，S35進行了首次低溫測試。12日，S35進行了第二次低溫測試。13日，S35被移回Mega Bay 2。4月29日，S35被運送至Massey測試場。30日，S35完成了單發動機靜態點火測試。5月1日，S35完成了全發動機靜態點火測試，同日被移運回Mega Bay 2進行飛行前檢修。10日，S35被運至Massey測試場。12日，S35完成了長58秒的全發動機靜態點火測試。13日，S35被運回Mega Bay 2進行發射前檢修。21日，S35被運至Massey測試場。22日，S35完成了旋轉啟動(Spin Prime)測試。23日，S35被運回Mega Bay 2進行發射前檢修。

## 任務進程

#### 2025年

##### 1月
- 18日，B14-2被運回Mega Bay 1進行檢修[4]。

##### 3月
- 10日，S35被運送至Massey測試場[11]。
- 11日，S35進行了首次低溫測試。
- 12日，S35進行了第二次低溫測試[12]。
- 13日，S35被移回Mega Bay 2[13]。

##### 4月
- 1日，B14-2被再次運往發射場[5]。
- 3日，B14-2再次進行全發動機靜態點火測試[3]。
- 8日，B14-2被運回Mega Bay 1進行檢修[6]。
- 29日，S35被運送至Massey測試場[14]。
- 30日，S35完成了單發動機靜態點火測試[15][16]。

##### 5月
- 1日，S35完成了全發動機靜態點火測試[17]，同日被移運回Mega Bay 2進行檢修[14]。
- 10日，S35被運至Massey測試場[18]。
- 12日，S35完成了長58秒的全發動機靜態點火測試[19]。
- 12日，B14-2被運往發射場並被置於發射台(OLM-A)上[7]。
- 13日，S35被運回Mega Bay 2進行檢修[7]。
- 15日，FAA修改了星艦飛行許可證，但未許可發射[23]。
- 21日，S35被運至Massey測試場[20]。
- 22日，S35完成了旋轉啟動(Spin Prime)測試[21]。
- 22日，FAA許可星艦可在第八次飛行仍在調查下發射[24]。
- 23日，S35被運回Mega Bay 2進行發射前檢修[22]。
- 24日，S35的模擬酬載裝載完成[25]。
- 25日，B14-2與S35被移至發射場[26][27][28]，同日B14-2和S35完成首次堆疊[29][30]。
- 27日，UTC時間23點37分，星艦BS1435成功離開發射台，發射後6分15秒，B14-2啟動12具發動機開始進行著陸點火，2秒後於空中爆炸；發射後2分39秒，S35啟動發動機進行熱分離，依靠其自身動力上升，發射後8分58秒，發動機關機，開始於軌道滑行(Coasting)，發射後約30分鐘，控制室確認S35因燃料系統洩漏失去其姿態控制，發射後46分49秒，S35最後一次回傳數據，高度59.3公里、速度24482公里每小時，隨後失去通訊[2]。

## 事後報告
SpaceX於2025年8月15日發布此次的事後報告。
本次測試由首枚重複使用的超重型助推器B14-2執行，33具猛禽發動機全數點火並完成全程上升燃燒，之後星艦S35點火進行熱分離。在分離過程中，超重型助推器B14-2完成了確定性翻轉(Deterministic Flip-由星艦發動機推力將助推器推向指定方向)，隨後進行返回點火(Boostback Burn)。
在完成返回點火後，B14-2以顯著高於以往的攻角重返地球，峰值達約17度。此軌跡屬於飛行實驗，用以收集助推器性能極限數據。抵達計劃的濺落區域後，助推器重新點燃計劃中13具引擎中的12具進行著陸點火。但點火不久後，助推器尾端發生異常，隨後失去遙測數據。最後的數據顯示，助推器在發射後約382秒、距地面約1公里高度時失聯。
著陸點火失敗最可能的原因是由於高攻角試驗造成的結構受力超過預期，特別是作用於燃料傳輸管。飛行後的數據分析顯示，載荷超出該管的承受能力，推測其結構破裂，導致甲烷與液態氧混合並點燃。未來仍使用這一版本超重型助推器的飛行測試，將降低返回時的攻角，以減少氣動力並降低結構破壞的可能性。
SpaceX與一個具備經驗的國際回收合作夥伴合作，以回收可能被沖到南德州或墨西哥的碎片。在預期碎片區的調查中，沒有發現任何漂浮或死亡的海洋生物，顯示碎片未對周邊動物造成影響。
在成功完成熱分離後，星艦S35點燃六具猛禽發動機，沿預期軌跡飛行。分離後約三分鐘時，鼻錐內部感測器開始檢測到甲烷濃度穩定上升。直到分離後約五分鐘後，主燃料箱壓力開始快速下降，同時鼻錐內壓力上升。星艦系統能夠補償主燃料箱壓力下降，並完成上升燃燒，達成計劃速度與二級引擎關閉。
引擎關閉後，鼻錐內壓力過高，加上計劃中的排氣，導致姿態誤差持續增加，直到自動容錯系統關閉鼻錐排氣。姿態誤差使星艦自動跳過了酬載釋放任務，而高鼻錐壓力也造成開啟酬載艙門機構承受不利載荷，無法執行部署。
隨後，星艦透過姿控推進器逐步減小姿態誤差，直到按計劃重新開啟鼻錐排氣。大約40秒後，艙載攝影機拍攝到液態甲烷進入鼻錐區域，且多個感測器與控制器溫度開始下降。最終觸發了自動釋放指令，星艦S37跳過在軌點火，並將所有剩餘推進劑排放至太空。
星艦S37以異常姿態重返地球大氣層，在再入過程中失去通訊。最後的遙測數據於發射後約46分鐘時接收，當時星艦S37高度約59公里，位於印度洋上空的指定再入區域。過程中未發生任何自動飛行安全系統規則違規或飛行終止系統啟動。
SpaceX在FAA的監督下，並由NASA、美國國家運輸安全委員會及美國太空軍參與，共同主導調查。
最可能導致上級失敗的根本原因被追溯至主燃料箱增壓系統的擴散器(Diffuser)故障。艙內攝影機拍攝到位於主燃料箱前端穹頂、鼻錐區域內的燃料擴散器容器出現明顯破裂。雖然飛前分析未預測會出現此問題，但SpaceX工程師在德州麥格雷戈試驗場透過模擬飛行條件，成功重現了該故障。
為解決此問題，燃料擴散器已重新設計，使加壓氣體更好地導入主燃料箱，並大幅減少擴散器結構承受的應力。新設計已通過更嚴格的資格測試，在接近飛行條件的應力環境下運行超過預期壽命十倍，且未出現任何損壞。

## 發射程序
| 預定時間   | 發射程序                                                                            | 實際時間   | 備註                       |
| ---------- | ----------------------------------------------------------------------------------- | ---------- | -------------------------- |
| T-01:15:00 | 發射總監進行各部門投票決定是否開始加註推進劑                                        | T-01:06:XX | [ 32 ]                     |
| T-00:51:37 | 星艦S35液態氧開始裝載                                                               | T-00:54:XX | [ 33 ]                     |
| T-00:45:20 | 星艦S35液態甲烷開始裝載                                                             | T-00:54:XX | [ 33 ]                     |
| T-00:41:37 | 助推器B14-2液態甲烷開始裝載                                                         | T-00:41:XX | [ 34 ]                     |
| T-00:35:52 | 助推器B14-2液氧開始裝載                                                             | T-00:41:XX | [ 34 ]                     |
| T-00:19:40 | 星艦S35及助推器B14-2猛禽發動機開始預冷                                              | N/A        |                            |
| T-00:03:20 | 星艦S35液態甲烷及液氧加注完成                                                       | T-00:03:XX | [ 35 ]                     |
| T-00:02:50 | 助推器B14-2液態甲烷及液氧加注完成                                                   | T-00:03:XX | [ 35 ]                     |
| T-00:00:30 | 發射總監確認是否進行發射                                                            | T-00:00:29 | Hold for final check twice |
| T-00:00:10 | 火焰偏轉器(水冷鋼板)啟動                                                            | T-00:00:04 |                            |
| T-00:00:03 | 助推器B14-2猛禽發動機開始啟動程序                                                   | T-00:00:02 |                            |
| T+00:00:00 | 等待所有發動機增加至指定推力                                                        | N/A        |                            |
| T+00:00:02 | 升空                                                                                | T+00:00:03 |                            |
| T+00:01:02 | 星艦BS1435達最大動壓點(Max-Q)                                                       | T+00:01:05 |                            |
| T+00:02:35 | 助推器B14-2大部分猛禽發動機關機(MECO-Most Engines Cut Off)                          | T+00:02:35 |                            |
| T+00:02:37 | 熱分級Hot-Staging開始，星艦S35上的猛禽發動機啟動，脫離助推器B14-2                   | T+00:02:39 |                            |
| T+00:02:47 | 助推器B14-2返程點火(Boostback Burn)推進開始                                         | T+00:02:44 |                            |
| T+00:03:27 | 助推器B14-2返程點火推進結束                                                         | T+00:03:28 |                            |
| T+00:03:29 | 助推器B14-2拋棄熱分離環                                                             | T+00:03:34 |                            |
| T+00:06:19 | 助推器B14-2著陸點火開始                                                             | T+00:06:15 |                            |
| T+00:06:40 | 助推器B14-2結束著陸點火濺落墨西哥灣                                                 | N/A        |                            |
| T+00:08:56 | 星艦S35上的猛禽發動機關機，開始沿跨地球軌道飛行                                     | T+00:08:58 |                            |
| T+00:18:26 | 星艦S35酬載艙艙門打開                                                               | N/A        | 取消                       |
| T+00:18:26 | 星艦S35投放模擬酬載                                                                 | N/A        | 取消                       |
| T+00:18:26 | 星艦S35酬載艙艙門關閉                                                               | N/A        | 取消                       |
| T+00:37:49 | 星艦S35在軌猛禽發動機開機測試                                                       | N/A        | 取消                       |
| T+00:47:50 | 星艦S35再入大氣層                                                                   | T+00:41:03 |                            |
| T+01:03:11 | 星艦S35減速至跨音速                                                                 | N/A        | 再入時損毀                 |
| T+01:04:26 | 星艦S35減速至亞音速                                                                 | N/A        | 再入時損毀                 |
| T+01:06:11 | 星艦S35開始轉身著陸（Landing Flip），為了發動機點火將星艦艦身由水平翻轉為垂直於地面 | N/A        | 再入時損毀                 |
| T+01:06:16 | 星艦S35著陸點火（Landing Burn）開始                                                 | N/A        | 再入時損毀                 |
| T+01:06:38 | 星艦S35濺落印度洋                                                                   | N/A        | 再入時損毀                 |

## 發射資訊
| 發射時間                 | 軌道         | 原型序號                                                                             | 現狀     | 發射地點     | 降落地點 | 試飛時間 | 結果                                |
| ------------------------ | ------------ | ------------------------------------------------------------------------------------ | -------- | ------------ | -------- | -------- | ----------------------------------- |
| 2025年5月27日23:37:00UTC | 跨大氣層軌道 | S35                                                                                  | 徹底損毀 | 德州博卡奇卡 | 印度洋   | 46分49秒 | 失去姿態控制 再入時損毀             |
| 2025年5月27日23:37:00UTC | 跨大氣層軌道 | 成功完成其上升點火，隨後失去其姿態控制，投放模擬酬載及啟動發動機取消，於再入時損毀。 |          |              |          |          |                                     |
| 2025年5月27日23:37:00UTC | 跨大氣層軌道 | B14-2                                                                                | 徹底損毀 | 德州博卡奇卡 | 墨西哥灣 | 6分17秒  | 成功完成上升及返回點火 著陸點火失敗 |
| 2025年5月27日23:37:00UTC | 跨大氣層軌道 | 完成其上升及返程點火，發射後6分15秒啟動著陸點火，2秒後爆炸。                         |          |              |          |          |                                     |